# Epitausa pallescens
Epitausa pallescens là một loài bướm đêm trong họ Erebidae.